# Casearia melliodora
Casearia melliodora är en videväxtart som beskrevs av August Wilhelm Eichler. Casearia melliodora ingår i släktet Casearia och familjen videväxter. Inga underarter finns listade i Catalogue of Life.